# Avis Budget Group
Pour les articles homonymes, voir Avis et ABG.
Avis Budget Group est une multinationale américaine active dans la location de véhicules et l'autopartage.
Elle possède de plus les entreprises de location de véhicules Budget Rent a Car, Avis rent a Car, Apex, présente en Nouvelle-Zélande et en Australie, Maggiore, présente en Italie, Payless, présente dans plus de 120 pays, Zipcar et France Cars, qui exploite des parcs de véhicules commerciaux légers en France.
La société exploite trois marques en France : Avis, Budget et France Cars.

## Histoire
Elle est issue de la dissolution, en septembre 2006, du conglomérat américain Cendant (en).
Le 3 octobre 2011, Avis Budget Group a racheté les parts d'Avis Europe, entreprise indépendante détenue depuis 1986 par le groupe Belge D'Ieteren et qui exploite la marque Avis sous licence.
En 2013, le groupe acquiert l'entreprise d'autopartage américaine Zipcar et l'entreprise de location de véhicules Payless Car Rental (en), puis en 2016 France Cars.
En septembre 2024, Avis se fait voler les données de 300 000 clients américains, dont le numéro de carte bancaire et le numéro de permis de conduire.

## Avis Location de Voitures (France)
La filiale française, Avis Location de Voitures, a son siège social à Courbevoie. Elle est dirigée par Pierre Olivier Bard.
|                                           | 2014 | 2015 | 2016  | 2017  | 2018  |
| ----------------------------------------- | ---- | ---- | ----- | ----- | ----- |
| Chiffre d'affaires en millions d'euros    | 326  | 326  | 311   | 302   | 311   |
| Résultat net en millions d'euros (+ ou -) | +20  | -28  | -22,2 | -19,6 | -36,8 |
| Effectif moyen annuel                     | 1223 | 1253 | nc    | nc    | 1259  |

## Budget France
La filiale française, Milton, a son siège social à Puteaux. Elle est dirigée par Laurent Sculier.
En 2015, elle a réalisé un chiffre d'affaires de 3 952 700 €. Les comptes récents ne sont pas disponibles.
Le résultat 2015 était négatif de 2 654 200 €.
Les fonds propres étaient négatifs de 3 866 900 €
L'effectif n'est pas connu.

## Actionnaires
Liste au 24 août 2019.
| Nom                         | Actions    | %     |
| SRS Investment Management   | 12 000 000 | 15,5% |
| BlackRock Fund Advisors     | 7 577 254  | 9,80% |
| The Vanguard Group          | 7 126 340  | 9,21% |
| Glenview Capital Management | 4 336 772  | 5,61% |
| Nomura Securities Co        | 4 041 631  | 5,23% |
| Lyrical Asset Management    | 3 764 794  | 4,87% |
| Pzena Investment Management | 2 967 757  | 3,84% |
| SSgA Funds Management       | 2 468 393  | 3,19% |
| Mellon Investments          | 2 325 010  | 3,01% |
| CIBC World Markets          | 2 250 000  | 2,91% |